# Fort Rock
Fort Rock es un hito volcánico llamado anillo de tobas, está localizado en el norte del Condado de Lake, Oregón, Estados Unidos. El anillo cuenta con unos 4.460 pies (1.360 m) de diámetro y se encuentra a unos 200 pies (60 m) de altura sobre una llanura circundante. Su nombre se deriva de las partes altas y rectas que se asemejan a las empalizadas de una fortaleza. La región de Fort Rock contiene cerca de 40 anillos de toba y  maars y está ubicada en Brothers Fault Zone, en el gran centro de Oregón. 

## Origen
Al igual que en Uluru, también tiene una formación de roca misteriosa, aunque esta es debida a la arenisca y Fort Rock se creó cuando el magma basáltico de un volcán subió a la superficie y se encontró con la humedad de los lodos del fondo de un lago. Impulsado por un chorro de vapor, el basalto fundido se dispersó en el aire, creando una fuente de partículas de lava y ceniza caliente. Las partículas de lava y cenizas caían alrededor de la cloaca y formaron  un anillo con forma de platillo de toba lapilli.

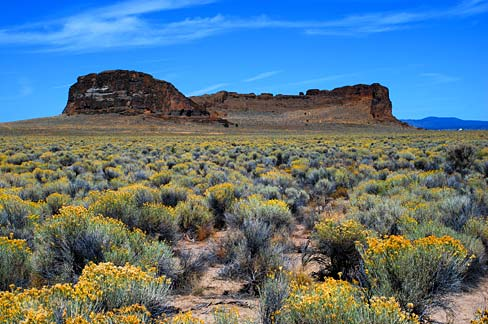

## Historia
La cueva Fort Rock está cerca de Fort Rock State Natural Area, propiedad que sirve como un recordatorio del rico patrimonio cultural que ha dado forma a gran parte de la historia de Oregón. La historia de la Cuenca Fort Rock es contada por las tribus que reclaman la zona como su hogar. Fort Rock Cave es un sitio del Patrimonio Nacional y se abre solo para recorridos guiados.

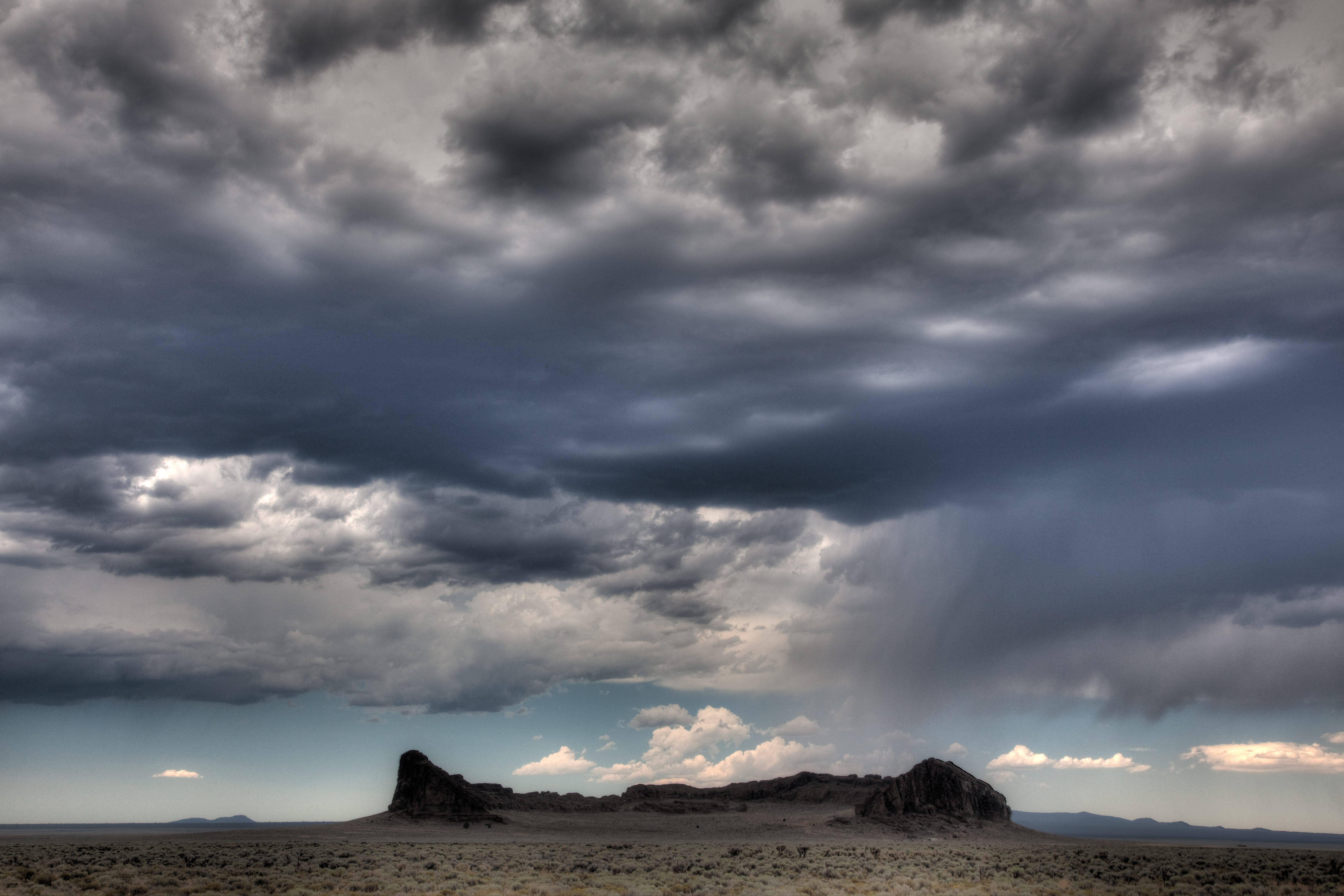

Recientemente, la edad de Fort Rock se ha estimado en entre 50.000 y 100.000 años. Esto coincide con un período de tiempo en el que grandes  lagos fluviales llenaron los valles del centro de Oregón y gran parte de la Gran Cuenca del oeste de los Estados Unidos. En su máximo, el agua en Fort Rock Lake se estima que cubrió cerca de 900 millas cuadradas (2.300 km²) y tenía unos 150 pies (46m) de profundidad.
La amplia terraza al lado de Fort Rock marca un lago hace aproximadamente 14.000 años. Incluso los niveles más altos de agua se registran en los acantilados de la toba y en tal sólo un momento la parte superior del  anillo de tobas fueron expuestas como las islas rocosas de este lago.